# Fred Saberhagen
Fred Saberhagen, właściwie Fred Thomas Saberhagen (ur. 18 maja 1930, zm. 29 czerwca 2007) – amerykański pisarz s-f i fantasy. Najbardziej znany ze swojego cyklu o Berserkerach.

### Dracula
1. The Dracula Tape (1975)
2. The Holmes-Dracula File (1978)
3. An Old Friend of the Family (1979)
4. Thorn (1980)
5. Dominion (1982)
6. A Matter of Taste (1990)
7. A Question of Time (1992)
8. Seance for a Vampire (1994)
9. A Sharpness on the Neck (1996)
10. A Coldness in the Blood (2002)

### Świat Ardneha

#### Empire of the East
1. The Broken Lands (1968)
2. The Black Mountains (1971)
3. Changeling Earth (1973)

#### Księga Mieczy
1. The First Book of Swords (1983)
2. The Second Book of Swords (1983)
3. The Third Book of Swords (1984)

#### Books of Lost Swords
1. Woundhealer's Story (1986)
2. Sightblinder's Story (1987)
3. Stonecutter's Story (1988)
4. Farslayer's Story (1989)
5. Coinspinner's Story (1989)
6. Mindsword's Story (1990)
7. Wayfinder's Story (1992)
8. Shieldbreaker's Story (1994)

#### Zbiory krótkich opowiadań
1. An Armory of Swords (1995)
  1. Blind Man's Blade - Fred Saberhagen
  2. Woundhealer - Walter Jon Williams
  3. Fealty - Gene Bostwick
  4. Dragon Debt - Robert E. Vardeman
  5. The Sword of Aren-Nath - Thomas Saberhagen
  6. Glad Yule - Pati Nagle
  7. Luck of the Draw - Michael A. Stackpole
  8. Stealth and the Lady - Sage Walker

### Berserker
1. Berserker (1967)
2. Brother Assassin (1969)
3. Berserker's Planet (1975)
4. Berserker Man (1979)
5. The Ultimate Enemy (1979)
6. Berserker Base (1985)
7. The Berserker Throne (1985)\
8. Berserker: Blue Death (1985)
9. Berserker Kill (1993)
10. Berserker Fury (1997)
11. Shiva in Steel (1998)
12. Berserker's Star (2003)
13. Berserker Prime (2003)
14. Rogue Berserker (2005)

### Books of the Gods
1. The Face of Apollo (1998)
2. Ariadne's Web (1999)
3. The Arms of Hercules (2000)
4. God of the Golden Fleece (2001)
5. Gods of Fire and Thunder (2002)

### Boris Brazil
- "Planeteer" (1961)

1. The Golden People (1964)
2. The Water of Thought (1965)

### Pilgrim, the Flying Dutchman of Time
1. Pyramids (1987)
2. After the Fact (1988)

- Pilgrim (1997)

### Powieści
- The Veils of Azlaroc (1978)
- Love Conquers All (1979)
- The Mask of the Sun (1981)
- The Golden People
- Coils (razem z Rogerem Zelaznym) (1981)
- Specimens (1981)
- Octagon (1981)
- A Century of Progress (1983)
- The Frankenstein Papers (1986)
- The White Bull (1988)
- Czarny Tron (The Black Throne) (razem z Rogerem Zelaznym) (1990)
- Bram Stoker's Dracula (razem z James V. Hart) (1992)
- Dancing Bears (1995)
- Merlin's Bones (1995)
- The Arrival (Earth Final Conflict) (1999)

### Kolekcje
- The Book of Saberhagen (1975)
- Earth Descended (1981)
- Saberhagen: My Best (1987)

### Antologie
- A Spadeful of Spacetime (1981)
- Pawn to Infinity (1982)
- Machines That Kill (1984)